# Тогоева, Ольга Игоревна
Ольга Игоревна Тогоева (род. 20 марта 1970) — российский историк-медиевист, специалист по истории средневековой Франции. Доктор исторических наук, главный научный сотрудник Института всеобщей истории РАН.

## Биография
Её отец по образованию историк, мать — филолог. В 1992 году окончила исторический факультет МГУ. Тогоева признаётся, что всегда хотела стать историком и что ей всегда была интересна жизнь конкретных людей, а не глобальные процессы. Медиевистикой она занялась случайно благодаря влиянию Ю. Л. Бессмертного, которого Тогоева называет своим учителем. Понимая, что для изучения истории средневековой Франции нужно изучать архивы этой страны, Тогоева уехала учиться во Францию. В 1995 году она окончила аспирантуру МГУ и университета Париж 1 Пантеон Сорбонна (Франция) под руководством Н. А. Хачатурян и Клод Говар.
В 1996 году Тогоева защитила кандидатскую диссертацию «Понятия „преступление“ и „наказание“ в уголовном праве и судопроизводстве Франции конца XIII—XV веков». С 2001 года увлеклась историей Жанны д’Арк, и в 2013 году защитила докторскую диссертацию «Формирование культа святой Жанны д’Арк и политическая культура Франции (XV—XIX вв.)».
В 2000—2014 годах Тогоева была ответственным секретарём альманаха «Казус. Индивидуальное и уникальное в истории», а с 2014 года является соредактором этого альманаха. Входит в редколлегию альманаха «Адам и Ева. Альманах гендерной истории». Является членом Ассоциации друзей Дома наук о человеке (Франция) и Международного сообщества микроисториков.
Среди научных интересов Тогоевой: история средневековой Франции, история права и правосознания, история повседневности, историческая память, проблемы методологии (микроистория).
Тогоева считает, что в России существует большой интерес к истории, поэтому историки должны заниматься популяризацией науки для борьбы с такими явлениями, как «Новая хронология». Сама Тогоева выступает как популяризатор на сайтах Arzamas и Постнаука.
Автор трёх монографий и около 150 статей, в том числе в журнале «Средние века», альманахах «Одиссей. Человек в истории», «Казус. Индивидуальное и уникальное в истории», во «Французском ежегоднике».

## Научные труды

### Монографии
- Тогоева О. И. «Истинная правда»: Языки средневекового правосудия. — М.: Наука, 2006. — 333 с. — ISBN 5-02-010360-8.
- Тогоева О. И. Еретичка, ставшая святой: Две жизни Жанны д’Арк. — М., СПб.: Центр гуманитарных инициатив, 2016. — 576 с. — (Mediaevalia). — ISBN 978-5-98712-644-8.
- Тогоева О. И. Дела плоти: Интимная жизнь людей Средневековья в пространстве судебной полемики. — М., СПб.: Центр гуманитарных инициатив, 2018. — 352 с. — (Mediaevalia). — ISBN 978-5-98712-838-1.
- Тогоева О. И. «Дева со знаменем». История Франции XV–XXI вв. в портретах Жанны д’Арк. — М.: Новое литературное обозрение, 2023. — 432 с. — («Интеллектуальная история» / «Микроистория»). — ISBN 978-5-4448-2157-2.

### Избранные статьи
Всего около 150 статей.
- Тогоева О. И. Исполнение пророчеств: Ветхозаветные герои Столетней войны // Казус. Индивидуальное и уникальное в истории. — М., 2006. — Вып. 7. — С. 88—106.
- Тогоева О. И. Униженные и оскорбленные: Мужская честь и мужское достоинство в средневековом суде // Казус. Индивидуальное и уникальное в истории. — М., 2007. — Вып. 8. — С. 71—101.
- Тогоева О. И. Ересь или колдовство?: Демонология XV в. на процессе Жанны д’Арк // Средние века. — М., 2007. — Вып. 68 (4). — С. 160—182.
- Тогоева О. И. «Мертвец возвращается к свету…»: Религиозные метафоры средневекового правосознания // Одиссей. Человек в истории — 2007. — М., 2007. — С. 111—162.
- Тогоева О. И. Вольтер, Жанна д’Арк и осёл: К истории одного мотива // Французский ежегодник — 2008. — М., 2008. — С. 25—46.
- Тогоева О. И. «Уповаю на Него и не боюсь…» (Ис 12:2): Прямая речь Жанны д’Арк на процессе 1431 г. // Одиссей. Человек в истории — 2008. — М., 2008. — С. 62—80.
- Тогоева О. И. О романтических увлечениях юности и научном профессионализме. Рец. на: Процесс Жанны д’Арк. Материалы инквизиционного процесса // Средние века. — М., 2009. — Вып. 70, № 1—2. — С. 362—374.
- Тогоева О. И. Путешествие как миссия в эпопее Жанны д’Арк // Одиссей. Человек в истории — 2009. — М., 2010. — С. 91—115.
- Тогоева О. И. Рыжий левша: Тема предательства Иуды в средневековом правовом дискурсе // Одиссей. Человек в истории — 2012. — М., 2010. — С. 98—112.
- Тогоева О. И. Жанна д’Арк и двор Карла VII: История предательства Девы глазами современников и потомков // Французский ежегодник — 2014. — М., 2014. — С. 92—114.
- Тогоева О. И. «Оставившие Создателя и обратившиеся к Сатане»: Ведовские секты позднего Средневековья // Одиссей. Человек в истории — 2013. — М., 2014. — С. 115—132.
- Тогоева О. И. Юбилейный год Жанны д’Арк: Историографический обзор // Средние века. — М., 2014. — Вып. 75, № 1—2. — С. 364—381.
- Тогоева О. И. «Свадьба под виселицей»: К вопросу о функционировании неписаной правовой традиции в средневековой Франции // Средние века. — М., 2015. — Вып. 76, № 3—4. — С. 376—391.
- Тогоева О. И. История Марты Броссье, которая любила, да не вышла замуж // Казус. Индивидуальное и уникальное в истории — 2014—2016. — М., 2016. — Вып. 11. — С. 249—269.

### Персональные страницы
- Ольга Тогоева. Вольное историческое общество. Дата обращения: 12 марта 2019.
- Ольга Тогоева. Институт всеобщей истории Российской академии наук. Дата обращения: 12 марта 2019.
- Ольга Тогоева. Постнаука. Дата обращения: 12 марта 2019.
- Ольга Тогоева. Academia.edu. Дата обращения: 12 марта 2019.
- Ольга Тогоева. Arzamas. Дата обращения: 12 марта 2019.

### Интервью
- Встреча с Ольгой Тогоевой в рамках цикла «Историк за верстаком»
- Калитеевская И. Ольга Тогоева: «Мы по-прежнему гоняемся за ведьмами». Arzamas. Дата обращения: 12 марта 2019.
- Сакоян А. Ольга Тогоева: «Мне всегда были интересны истории людей». Полит.ру (11 января 2015). Дата обращения: 12 марта 2019.
- Сакоян А. Ольга Тогоева: «Мы — историки — не всегда знаем, как что происходило в действительности». Полит.ру (12 января 2015). Дата обращения: 12 марта 2019.
- Школа злословия (НТВ) — Ольга Тогоева